# Ebersroith
Ebersroith ist ein Gemeindeteil und eine Gemarkung von Rettenbach, einer Gemeinde im Oberpfälzer Landkreis Cham.

## Geschichte
Die katholische Filialkirche St. Nikolaus ist Saalbau mit abgewalmtem Satteldach, Chorflankenturm mit Zwiebelhaube und Putzgliederungen aus der Zeit um 1700. Mit den Verwaltungsreformen in Bayern entstand mit dem Gemeindeedikt von 1818 die Gemeinde Ebersroith mit den Teilorten
- Ebersroith (Kirchdorf)
- Postfelden (Dorf)

Im Jahr 1946 wurde die bis dahin selbständige Gemeinde Ebersroith nach Rettenbach eingegliedert.